# Gouverneur d'Anguilla
Le gouverneur d'Anguilla (en anglais : Governor of Anguilla) est le représentant du monarque britannique dans le territoire britannique d'outre-mer d'Anguilla.

## Nomination et fonctions
Le gouverneur est nommé par le monarque sur les conseils du gouvernement britannique. Il est la plus haute autorité sur Anguilla, mais les affaires quotidiennes sont traitées par les élus locaux anguillais. Son rôle principal est de nommer le premier ministre d'Anguilla.
La résidence officielle du gouverneur est Government House à Old Ta, près de The Valley, la capitale de l'île. Le gouverneur possède son propre étendard, formé du drapeau britannique arborant en son centre les armoiries d'Anguilla.
La fonction est occupée par Julia Crouch depuis le 11 septembre 2023.

## Liste des gouverneurs
| Début             | Fin               | Nom                                 | Remarque                                             |
| ----------------- | ----------------- | ----------------------------------- | ---------------------------------------------------- |
| 1978              | 1983              | Charles Harry Godden                | Haut-commissaire devenu gouverneur le 1er avril 1982 |
| 1983              | 1987              | Alastair Turner Baillie (1932-2009) |                                                      |
| 1987              | 1989              | Geoffrey Owen Whittaker (1932-2015) |                                                      |
| 1989              | 1992              | Brian G.J. Canty (né 1931)          |                                                      |
| 14 août 1992      | 31 octobre 1995   | Alan W. Shave (né 1936)             |                                                      |
| 3 novembre 1995   | Décembre 1996     | Alan Hoole (1942-2000)              |                                                      |
| Décembre 1996     | 27 janvier 2000   | Robert Harris (né 1941)             | Intérim jusqu'au 29 mai 1997                         |
| 27 janvier 2000   | 4 février 2000    | Roger Cousins                       | Intérim                                              |
| 4 février 2000    | 29 avril 2004     | Peter Johnstone (né 1944)           |                                                      |
| 29 avril 2004     | 28 mai 2004       | Mark Capes                          | Intérim                                              |
| 28 mai 2004       | 2 juin 2006       | Alan Huckle (né 1948)               |                                                      |
| 2 juin 2006       | 10 juillet 2006   | Mark Capes                          | Intérim                                              |
| 10 juillet 2006   | 11 mars 2009      | Andrew George (né 1952)             |                                                      |
| 11 mars 2009      | 21 avril 2009     | Stanley Reid                        | Intérim                                              |
| 21 avril 2009     | 18 juillet 2013   | Alistair Harrison (né 1954)         |                                                      |
| 18 juillet 2013   | 23 juillet 2013   | Stanley Reid                        | Intérim                                              |
| 23 juillet 2013   | 17 août 2017      | Christina Scott (née 1974)          |                                                      |
| 17 août 2017      | 21 août 2017      | Perin Bradley (né 1977)             | Intérim                                              |
| 21 août 2017      | 30 décembre 2020  | Tim Foy (né 1961)                   |                                                      |
| 30 décembre 2020  | 18 janvier 2021   | Perin Bradley (né 1977)             | Intérim                                              |
| 18 janvier 2021   | 1er juin 2023     | Dileeni Daniel-Selvaratnam          |                                                      |
| 26 juin 2023      | 11 septembre 2023 | Paul Candler                        | Intérim                                              |
| 11 septembre 2023 | en fonction       | Julia Crouch                        |                                                      |